# دهه ۱۱۵۰ (میلادی)
دهه ۱۱۵۰ (میلادی)صد و پانزدهمین دهه تقویم میلادی است.

## درگذشتگان
‎